# Willy Wonka

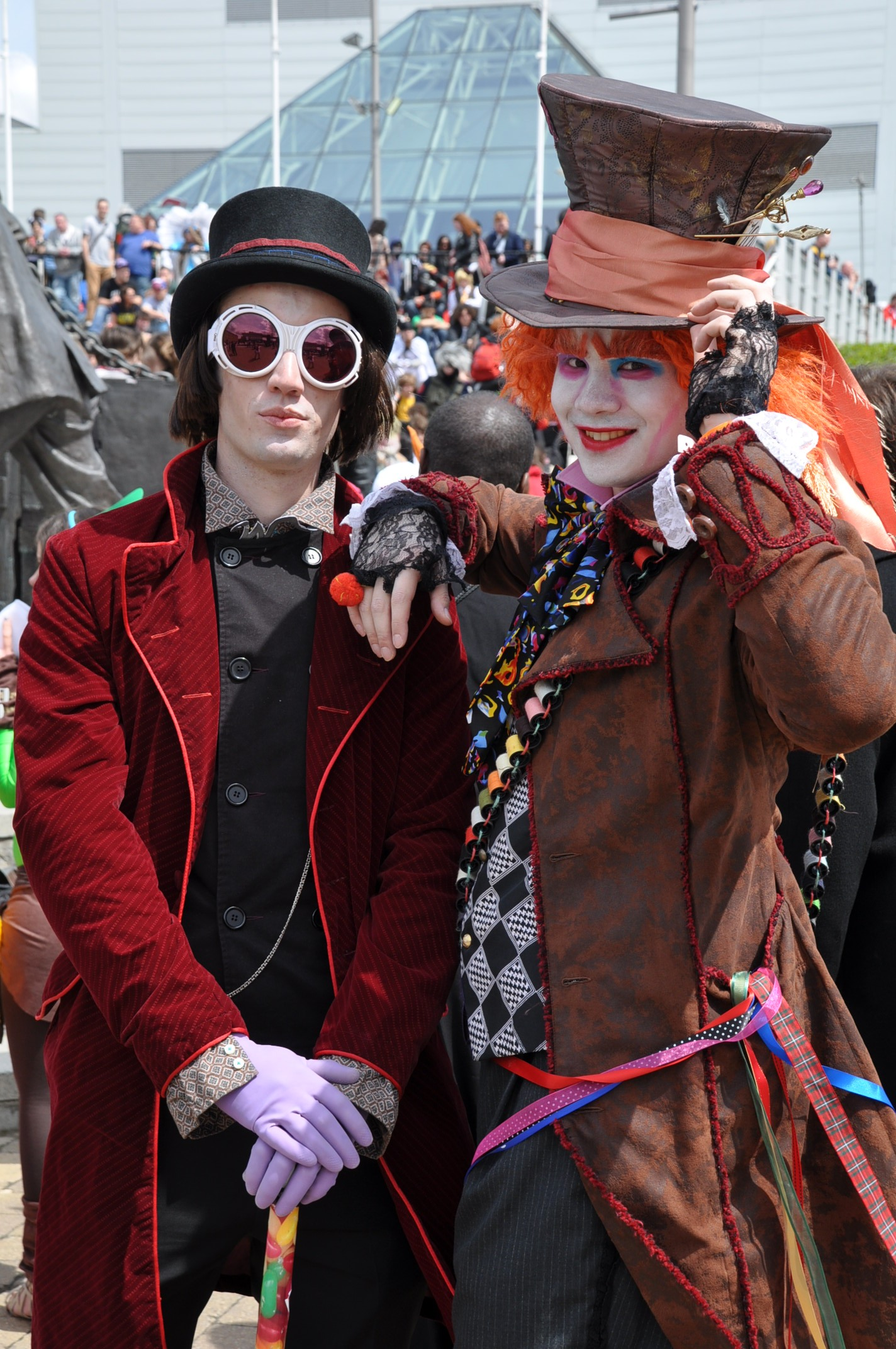
Uczestnicy imprezy typu cosplay: Willy Wonka i Szalony Kapelusznik

Willy Wonka – postać fikcyjna, występująca w książce dla dzieci Charlie i fabryka czekolady Roalda Dahla oraz w filmach na niej opartych. W wersji z 1971 roku grał go Gene Wilder, a w wersji z 2005 – Johnny Depp. W najnowszej produkcji Wonka, której premiera miała miejsce w 2023, w postać Willy'ego Wonki wcielił się Timothée Chalamet.
Willy Wonka jest właścicielem olbrzymiej fabryki czekolady. W dzieciństwie miał absolutny zakaz jedzenia jakichkolwiek słodyczy. Jego ojciec, Wilbur Wonka, znany stomatolog, pozwalał, by jego syn szedł wraz z innymi dziećmi po słodycze podczas Halloween, a gdy Willy wracał, dawał mu dokładny wykład na temat szkodliwości każdego rodzaju cukierka, zanim nie wrzucił wszystkich do pieca. Któregoś razu Willy potajemnie zjadł jedyny z cukierków, który ocalał, i tak narodziła się jego miłość do słodyczy.
Odtrącony również z powodu dość nietypowego aparatu na zęby, postanowił zająć się tym, co najbardziej kochał, a czego zabraniał mu ojciec – produkowaniem słodyczy. W tym celu opuścił rodzinny dom jako bardzo młody człowiek, co później wzbudziło nienawiść do własnego ojca. Willy bardzo źle wspominał dzieciństwo. Wątek ten jednak został wymyślony na potrzeby wersji z 2005 r., w książce ani w filmie z 1971 nie ma wzmianki o jego dzieciństwie czy rodzinie.
Gdy dorósł, założył sklep ze słodyczami własnej firmy (mieścił się on na rogu Cherry Street, jak wspominał dziadek Charliego), a kiedy dorobił się fortuny, powstała największa na świecie fabryka czekolady.